# Anton Menge
Pour les articles homonymes, voir Menge (homonymie).
Franz Anton Menge est un naturaliste prussien, né le 15 février 1808 à Arnsberg dans le grand-duché de Hesse et mort le 27 janvier 1880 à Dantzig.
Il est un étudiant brillant en physique, chimie et histoire naturelle de l'université de Bonn (1828-1832) avec Karl Dietrich von Münchow (de), Ludolf Christian Treviranus, Georg August Goldfuss, Johann Jacob Nöggerath et Karl Gustav Bischof. Il devient professeur au lycée Saint-Pierre de Dantzig (de).
Il est membre de la Société d'histoire naturelle de Dantzig et de diverses autres sociétés savantes. Il fait de nombreuses recherches en géologie, en botanique et en zoologie.
Il publie, de 1866 à 1878 Preussische Spinnen.